# Журчалка шмелевидная
Журчалка шмелевидная (лат. Volucella bombylans) — вид мух-журчалок из подсемейства Eristalinae.

## Описание
Длина тела 11—15 мм. По окраске похожа на те виды шмелей, в гнёздах которых живут её личинки. Цвет тела чёрный, но волоски могут быть различного цвета, повторяя окраску различных видов шмелей (мимикрия).
Взрослые насекомые питаются чаще нектаром и пыльцой валерианы лекарственной, герани лесной, василька лугового, бодяка болотного, иван-чая узколистного, предпочитая растения с синими цветами. 
Вид распространён в большей части Европы, в Сибири, на Ближнем Востоке и в Северной Америке.